# Nur al-Din
Nur al-Din (Nur ad-din Abu al-Qasim Mahmud Ibn 'Imad ad-Din Zangi, también llamado Nur ed-Din, Nur-al-Din o Nureddin) (nacido en 1118 - muerto el 15 de mayo de 1174) gobernó gran parte de Siria y otras regiones del próximo Oriente de 1146 hasta 1174 que fue el año de su muerte.
Al morir Zengi, atabeg de Alepo y Mosul, en 1146, su hijo Sayf al-Din Ghazi le sucedió en Mosul, mientras Nur al-Din, el segundo hijo, se hizo con el gobierno de Alepo. Pronto se enfrentó a los intentos de los cruzados de reconquistar Edesa, que había sido conquistada por Zengi en 1144.

## Guerra contra los cruzados
En 1147 los caudillos de la Segunda Cruzada, convocados al sitio de Edesa, intentaron atacar Damasco, ciudad que se había aliado con el Reino de Jerusalén cuando Zengi había intentado conquistarla. En esta ocasión, Unar, el emir de Damasco, solicitó ayuda a los hermanos Sayf al-Din y Nur al-Din, que obligaron a los cruzados a levantar el sitio.
Después, Nur al-Din atacó el Principado de Antioquía en junio de 1149, invadiendo los territorios dominados por el castillo de Harim, en la orilla este del Orontes. Después sitió el castillo de Inab. El príncipe de Antioquía, Raimundo de Poitiers, acudió con su ejército en ayuda de la ciudadela, pero fueron vencidos por las tropas de Nur al-Din, que mataron al príncipe Raimundo, y enviaron su cabeza al califa de Bagdad. Nur al-Din pudo bañarse simbólicamente en el mar Mediterráneo.
Nur al-Din sitió y conquistó Damasco en 1154, uniendo políticamente Siria (ya que una sola familia controlaba las tres principales ciudades).
Por otro lado, Ascalón había sido tomada por los cruzados en 1153, aislando Egipto de Siria.
En 1163, los cruzados atacaron Egipto, que había ido debilitándose políticamente durante una época de califas fatimíes muy jóvenes.
Nur al-Din no quería arriesgar su propio ejército para defender Egipto, pero su comandante Shirkuh le convenció para intervenir en 1164, expulsando a los cruzados. Se produjeron otras expediciones cruzadas hacia Egipto, que volvieron a ser rechazadas por ejércitos dirigidos por Shirkuh, hasta que Egipto fue conquistado por este para Nur al-Din en 1169. 
Saladino, el sobrino de Shirkuh, se convirtió en sultán del territorio, aceptado por el califa. Aunque Saladino reconocía nominalmente la autoridad de Nur al Din, administraba Egipto con cierta autonomía, sin obedecer todas las órdenes de Nur al-Din, y evitaba encontrarse con él. Según los historiadores árabes, ésta sería la razón por la que Saladino no conquistó los territorios gobernados por los francos que se interponían entre Egipto y Siria. La tensión entre Nur al-Din y Saladino llevó a varias escaladas de preparativos para la guerra.
Sin embargo, no llegó a producirse una batalla entre ambos caudillos, al morir Nur al-Din en 1174 durante su expedición a Egipto.
La muerte se produjo el 15 de mayo de 1174, por complicaciones de un absceso, cuando contaba 56 años, en la ciudadela de Damasco. Inicialmente fue enterrado allí, siendo enterrado posteriormente en la madrasa de Nur al-Din. Fue sucedido nominalmente por su hijo de once años as-Salih Ismail al-Malik, pero Saladino acabó tomando el poder efectivo también en Siria.